# John H. Stevens
Pour les articles homonymes, voir John Stevens et Stevens.
John Harrington Stevens (13 juin 1820–28 mai 1900) fut le premier résident autorisé sur la rive Ouest du Mississippi sur le territoire qui deviendra Minneapolis. Il obtint l'autorisation d'occuper ce site, faisant alors partie de Fort Snelling, en échange d'un service de bac vers St. Anthony à travers le fleuve. La maison de Stevens sera déplacée à plusieurs reprises et se trouvera finalement dans le Minnehaha Park au sud de Minneapolis en 1896. Elle est maintenant un musée.
Stevens est né à Brompton Falls, au Québec au Canada. Il obtint le grade de colonel dans l'Armée américaine et participa à la Guerre américano-mexicaine. Il occupa divers mandats électifs dans l'État du Minnesota entre 1857 et 1876.

## Source
- (en) Cet article est partiellement ou en totalité issu de l’article de Wikipédia en anglais intitulé « John H. Stevens » (voir la liste des auteurs).